# Grb Ekvadora
Grb Ekvadora usvojen je 1900. Sastoji se od ovalnog štita na kojem se nalazi vulkan Chimborazo i rijeka Guayas na kojoj se nalazi istoimeni brod. Iznad štita je kondor s raširenim krilima - simbol moći, veličine i snage Ekvadora. Oko štita se vijore četiri zastave Ekvadora.